# 90式戦車
90式戦車（きゅうまるしきせんしゃ）は、日本の戦車。第二次世界大戦後に日本国内で開発生産された自衛隊の主力戦車としては61式戦車、74式戦車に続く三代目にあたり、第3世代主力戦車に分類される。

## 概要
北海道に着上陸侵攻してくるソ連軍の機甲部隊に対抗することを開発目標としており、世界の第3世代戦車トップクラスに比肩する性能を有する。
製造は、車体と砲塔を三菱重工業、120mm滑腔砲を日本製鋼所が担当し、1990年（平成2年）度から2009年（平成21年）度までに61式戦車の全てと74式戦車の一部を更新するために341輌が調達された。価格は1輌あたり約8億円である。
120mm滑腔砲と高度な射撃管制装置により高い射撃能力を持つ。西側諸国の第3世代主力戦車では初となる自動装填装置を採用しており、乗員は装填手が削減され3名となっている。装甲には複合素材が用いられ、正面防御力は当時世界最高水準と評価されている。
北海道に重点配備されており、北部方面隊以外では教育部隊の富士学校・武器学校にしか配備されていない。
平成23年度以降は冷戦の終結、防衛方針の変化や防衛費の削減、東アジアの軍事バランスの変化など、世界、国内の情勢変化を受けて、全国的な配備を目指した後継の10式戦車が配備される。一方で、平成23年度以降に係る防衛計画の大綱で示された動的防衛力の方針から、90式戦車も北海道以外の地域で活動を行えるよう、訓練が実施されるようになっている。

## 開発
本車輌の開発は74式戦車が制式化された直後、1977年に神奈川県相模原市にある防衛庁技術研究本部第4研究所（現・防衛装備庁陸上装備研究所）が、新戦車の各種構成要素の研究試作をスタートさせている。当時は米ソ冷戦下にあり、ソ連軍及びワルシャワ条約機構軍の質的向上、量的増大による東側陣営の軍事的脅威が高まっていた時期でもある。同時期、ソ連軍は125mm滑腔砲を搭載させた戦車の配備を進めている。
1979年にシステム設計を開始し、1980年には開発要求書がまとめられた。1982年度-1983年度までに1次試作（その1）として日本製鋼所とダイキン工業などが主砲、弾薬、自動装填装置の試作を行った。120mm滑腔砲向けの自動装填装置の開発は世界初となったが、当初から主砲に関してはドイツのラインメタル社製44口径120mm滑腔砲Rh120をライセンス生産する方針になっていた（日本製鋼試作の120mm砲は性能面ではラインメタル製よりも若干優れていたがコストパフォーマンスの面でラインメタルに優位が認められた）。テスト用として、オリジナルのラインメタル社製120mm滑腔砲と弾薬も輸入されている。これは、アメリカ陸軍のM1エイブラムスと同じものであり、アメリカと同じ弾薬が使えるようにも配慮された。
1983年-1985年にかけて三菱重工業が参画し、試作1号車と弾薬の試作が1次試作（その2）として1次試作（その3）として試作2号車と弾薬の試作が行われた。この1次試作、2次試作で合計6輌（1次試作：2輌、2次試作：4輌）の試作車が製造され、各種試験に投入された。
1次試作の試作車による技術試験は1983年10月-1986年10月までに、機動性能・火力性能・防護性能などの試験が実施された。
試験中に1次試作の2輌は合計約11,000kmの走行試験、合計約1,220発の射撃試験を実施、また、1985年7月に実施された装備審査会議調整部会の決定により2次試作ではラインメタル社製120mm滑腔砲を採用することを決定した。
1987年9月-1988年12月までに行われた2次試作の試作車による試験は、1次試作の試作車の試験を受けた仕上げ作業に加えて、小隊行動試験も実施された。この試験では、下北試験場にて試作車への射撃試験も行われている。1989年2月からは陸上自衛隊による実用試験が、同年8月まで実施された。実用試験では潜水渡渉準備、NBC使用状況下の行動、重機関銃による対空射撃、弾薬補給などあらゆる事態を想定した試験が行われた。
試験中に2次試作の4輌は合計約20,500kmの走行試験、合計約3,100発の射撃試験を実施した。
実用試験の結果、陸上自衛隊は「部隊の使用に供し得る」との報告書をまとめ、1989年12月15日に装備審査会議調整部会において陸自側の報告内容を追認し、「制式の採用を適当と認める」との決定を下した。翌1990年8月6日に新型戦車は「90式戦車」として制式化された。同年、30輌の調達が開始された。
現在、この試作車のうちの1輌が陸上自衛隊広報センターで展示されている（広報センター開館時より2020年のリニューアル工事前までは屋内展示、リニューアル工事以降は屋外展示）。この車両は、元々日本原駐屯地に用途廃止車として屋外展示されていたものを、広報センター開設のために化粧直しをして移管したものである。これは初めて90式が公開されたときの写真と同じく、砲塔正面装甲をキャンバスで覆い隠している。また、車体前面には92式地雷原処理ローラ用の6箇所の取付け座がある。試作車は土浦駐屯地と前川原駐屯地でも1輌ずつ屋外展示されており、後者にはストレートドーザが取り付けられている。

## 特徴
日本の戦車開発は、世界の主力戦車が第2世代へと移行する中で制式化された第1世代相当の先々代の61式戦車や、第2世代戦車としては他国に並ぶ性能を有するがやはり世界の情勢は第3世代戦車に移行している中での制式化と一歩遅れることとなった先代の74式戦車と、他国の後塵を拝する状況であった。しかし、ようやく本車に至り、同時代の世界各国の新鋭戦車に並ぶ能力を持つに至った。

### 火力

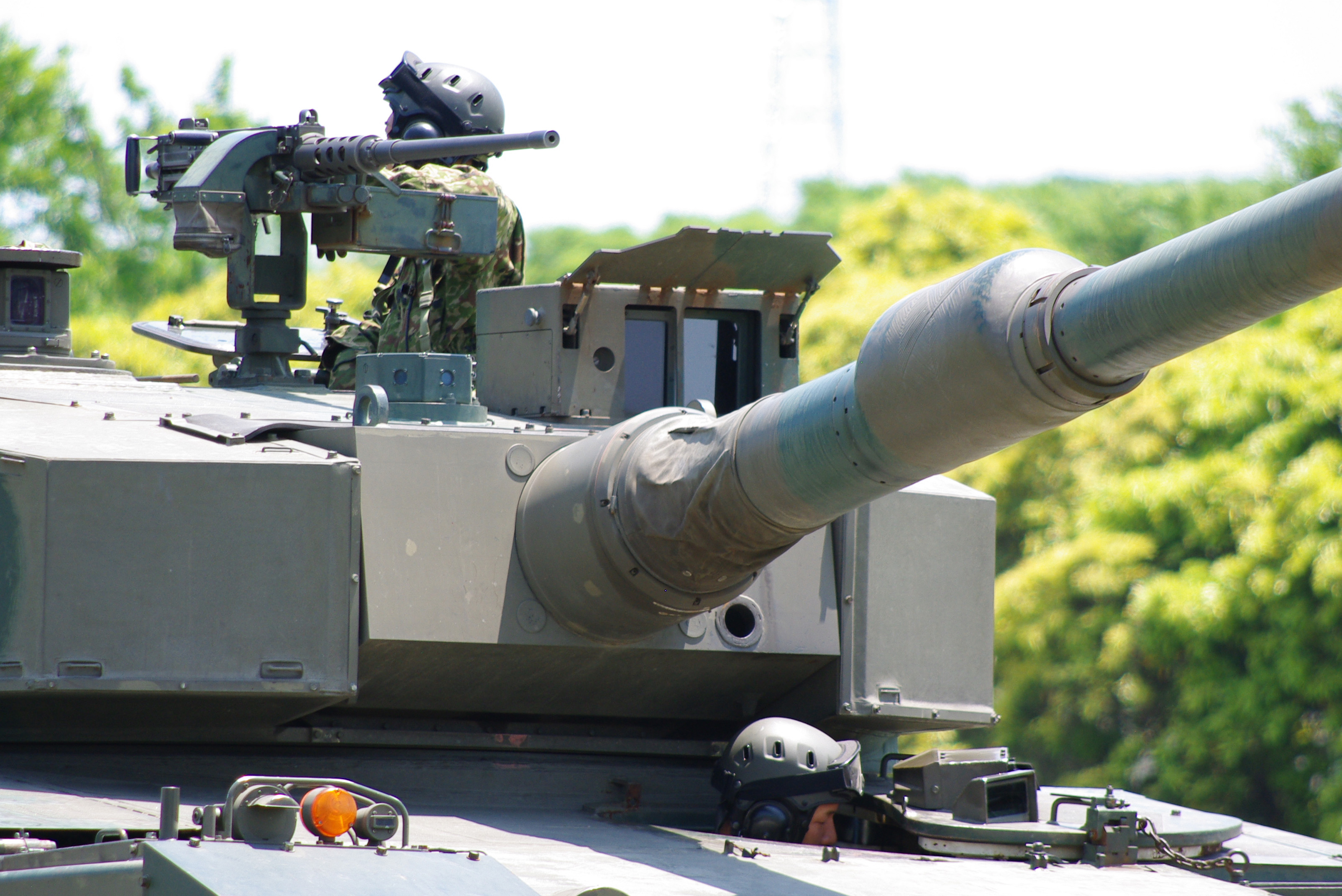
砲塔。

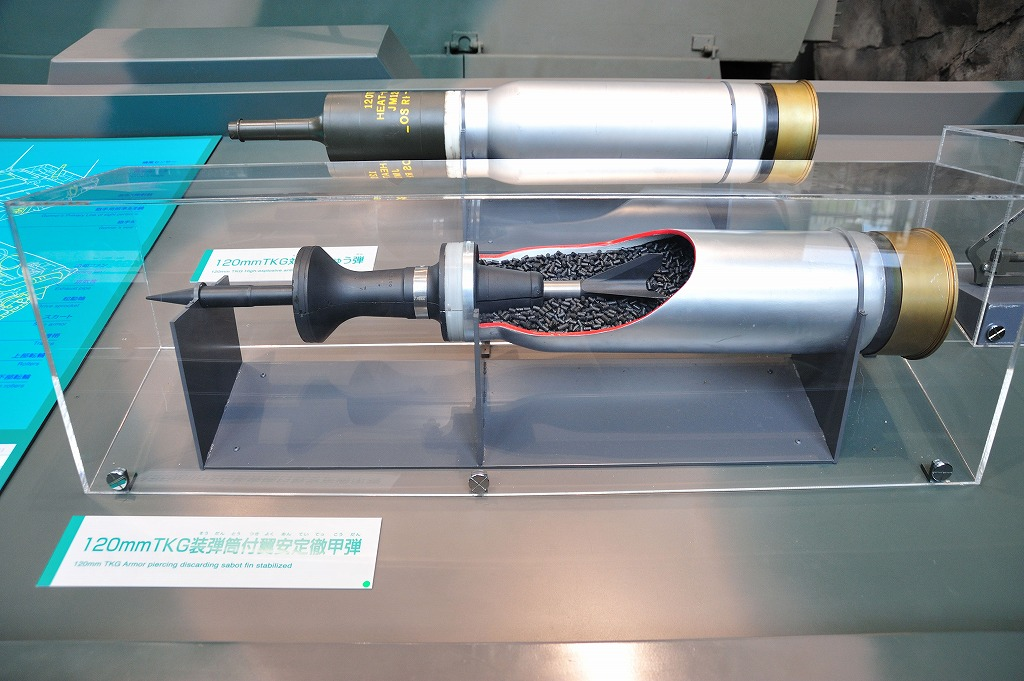
JM33装弾筒付翼安定徹甲弾（手前）
JM12A1対戦車りゅう弾（奥）。

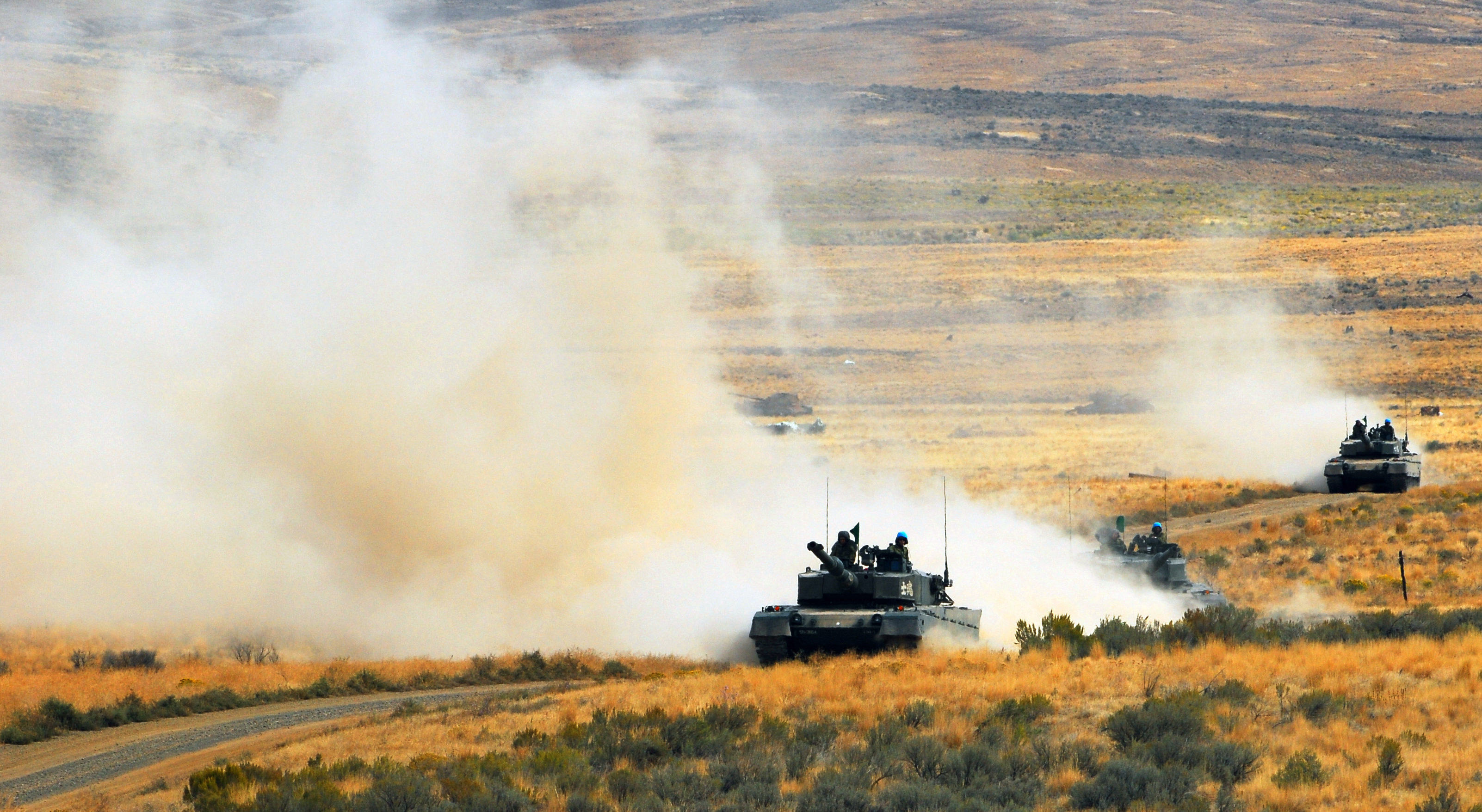
ヤキマ演習場での訓練に参加する90式戦車（2009年9月15日）。

主砲には西側第3世代主力戦車の標準主砲となっているラインメタル社の44口径120mm滑腔砲を備え、弾種はAPFSDS（120mm TKG JM33装弾筒付翼安定徹甲弾）とHEAT-MP（120mm TKG JM12A1対戦車りゅう弾）を使用する。この120mm滑腔砲用砲弾の薬莢は、焼尽薬莢と呼ばれるもので、底部を残して燃えて無くなる仕組みで、射撃後に空薬莢を捨てる必要がない。照準具安定装置、自動装填装置、パッシブ型熱線映像装置、各種のセンサーと連動したデジタル計算装置を備え、照準具安定装置の自動追尾機能は車体が上下に揺れたり、左右に方向転換しても常に目標を捉え続け、砲を目標に指向できる。
射撃管制装置がレーザー測遠機や砲耳軸傾斜計、装薬温度計、横風センサーなどから送られてくる情報を計算し、弾道へ与える各種要素を割り出す。そして照準装置への入力・設定を照準制御器に送ることで、砲弾は的確な軌道を描いて目標に命中する。なお、90式戦車の滑腔砲は仰俯角範囲が狭いものの、サスペンションによって車体を傾斜させることでこれを補う。
これら国産ハイテクが導入された射撃管制装置や自動装填装置を用い、射撃には大容量のデジタル弾道コンピューターとジャイロを併用することで、目標及び自らが移動していたとしても高精度な行進間連続射撃が行え、急激な制動で車体が前後に傾いた状態でも正確な射撃が可能となった。なお、自動装填装置を採用している点については評価する声がある一方で、装填手1人分の人手がなくなったことで車体の清掃や整備、戦車用掩体を掘るといった作業における搭乗員の負担が増加したとの意見がある。メルカバやM1エイブラムスのように、技術的には可能とされながらも乗員減のデメリットを考慮し、自動装填装置の搭載を見送った例もある。人員削減の思惑もあるとされる。
自動装填装置に関しては、過去に装填動作中のラマーに足を引っ掛けられて乗員が負傷した事例が報道されている。
日本の演習場では、広さの問題から行進間連続射撃や最大射程射撃訓練などが十分にできず、急減速する訓練弾（TPFSDS）を使用していたが、1996年（平成8年）度より毎年9月にアメリカ・ワシントン州のヤキマ演習場に90式を持ち込んで戦闘射撃訓練などを行っている。ヤキマ演習場で高機動テストや走行間射撃テストを行った際には、停止状態だと2km先の標的用M60パットンに高確率での命中、走行間射撃では3km先の目標に命中させるなどの性能をみせた。21世紀に入った現代では各国の後発の主力戦車も同様の性能を有しているとされるが、当時は稀有な能力でもあったことから、アメリカ軍関係者が驚いたというエピソードがある。
00式120mm戦車砲用演習弾の導入により、富士総合火力演習でも2002年（平成14年）度から行進間射撃が披露されるようになった。
砲塔内の車長席には正面に照準潜望鏡、潜望鏡操作パネル、サーマルモニター、照準器ハンドルなどがある。潜望鏡操作パネルには28個のスイッチとランプがあり、車長はこれらを見る事で自らの車輌の状態を知る事ができる。また、車外の車長用視察・照準装置を介して外の様子を知ることができる。砲手席の後ろにはハンドルを取り付ける穴があり、装填装置が使用不能になったとしても、砲手がハンドルを取り付けて回すことで弾薬を装填できる。砲手席には正面とサイドにパネルがあり、正面のパネルには14個、サイドパネルに20個のスイッチが備わっている。砲手席左側には無線装置がある。照準ハンドルには追尾スイッチ、角速度ボタン、レーザー発射スイッチ、撃発安全レバー、撃発ボタンの計5個のボタン・スイッチがあり、両手の指を使い操作する。
砲塔後部にはラックと、円筒形の風向センサーを備えている。
90式戦車の主砲は砲弾が焼尽薬莢方式であるため空包が利用できないとされ、創立記念行事などでの訓練展示（模擬戦）では代わりに連装銃（同軸機銃）の74式車載7.62mm機関銃を主砲に見立てる模擬射撃が行われていた。後にメーカーから非燃焼薬莢の空包が提供されるようになり、2012年の富山駐屯地創立50周年記念行事より空包を使用しての訓練展示が行われている。
乗員向けに89式5.56mm小銃（折り曲げ銃床型）が支給される。

### 防護力

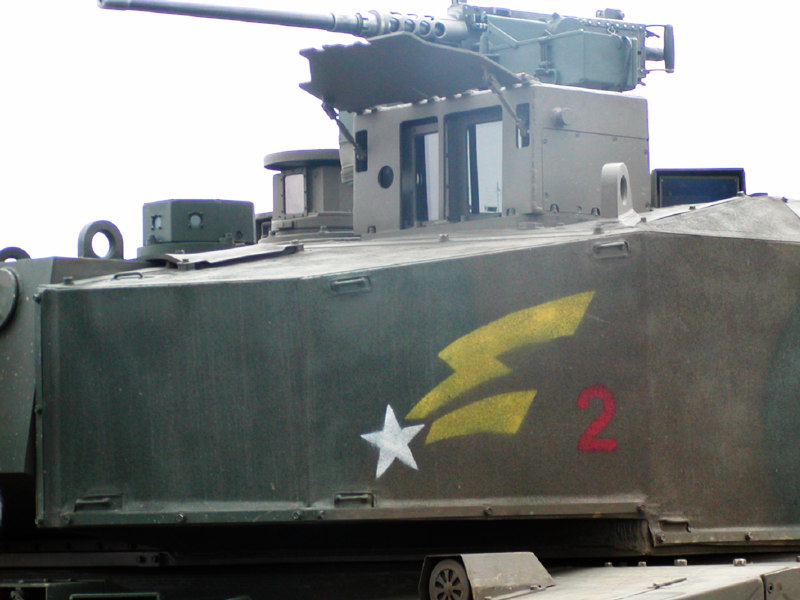
砲塔左前面
マークは戦車教導隊（現：機甲教導連隊）第2中隊。

セラミック系複合装甲の実用化により、軽量ながら防護力は高いとされている。
セラミックは硬度があるぶん割れやすい素材だが、APFSDSなどのように、セラミックが割れる速度より高速で衝突してくる物体に対してはその硬度を防御力に転換でき、劣化ウランなどの重金属装甲よりも軽量化することができる。これによって90式戦車は防御力を維持しつつ、他の同世代戦車に比べて軽量化することに成功しており、車体そのものが小型化されたことで被弾率が低下し、発見される可能性も抑えている。
一般に公開される90式の砲塔正面装甲には迷彩塗装のキャンバス布地などが張られ、複合装甲の詳細は隠されるが、生産車輌の試験走行時に撮影された公開写真などには何も塗られていない状態のものが存在し、その形態からルクレールと同様の内装式モジュラー装甲と見られている。
耐弾試験では、正面装甲は44口径120mm滑腔砲を使用して発射された重金属弾体APFSDSに対して自衛隊の公式発表では「良好な結果を得た」という表現が用いられた、側面は35mm徹甲弾の掃射に耐えうる性能があり、上面は榴弾の破片に耐えうる耐弾性能を有しているとされる
この耐弾試験の映像の一部はマスメディアに公開されており、実際に耐弾試験映像を視聴した軍事ライターの雑誌記事によると「バンカー内に納められた90式戦車の正面に対し別の90式戦車の主砲により射撃を実施（射距離250メートル程度と推測）試験終了後にバンカー内から被弾した90式戦車が自走を行い、被弾車の車体正面の複合装甲に4発（被弾痕からHEAT-MP 3発、APFSDS 1発と推定）、砲塔正面右側の複合装甲に少なくとも1発（被弾痕からAPFSDSと推定）の被弾痕が確認でき、砲塔側も車体側と同等の防護力を持つと推察できる」としている。その他に「89式装甲戦闘車らしき車輌から35mm機関砲により90式戦車の砲塔側面を射撃」する場面や、「横向きに吊るした155mm榴弾を90式戦車の上空約10メートルで爆発（曳火射撃を想定した静爆試験と推測される）」させる場面、「履帯下で地雷を爆発（地雷による静爆試験）」させる場面が試験映像中にあると紹介している。
砲塔後部にある即用弾収納部分の上面は、被弾などによって搭載する砲弾が誘爆した際にパネルが吹き飛び、エネルギーを上に逃がす「ブローオフパネル構造」であり、乗員の安全性向上が図られている。

### 車体

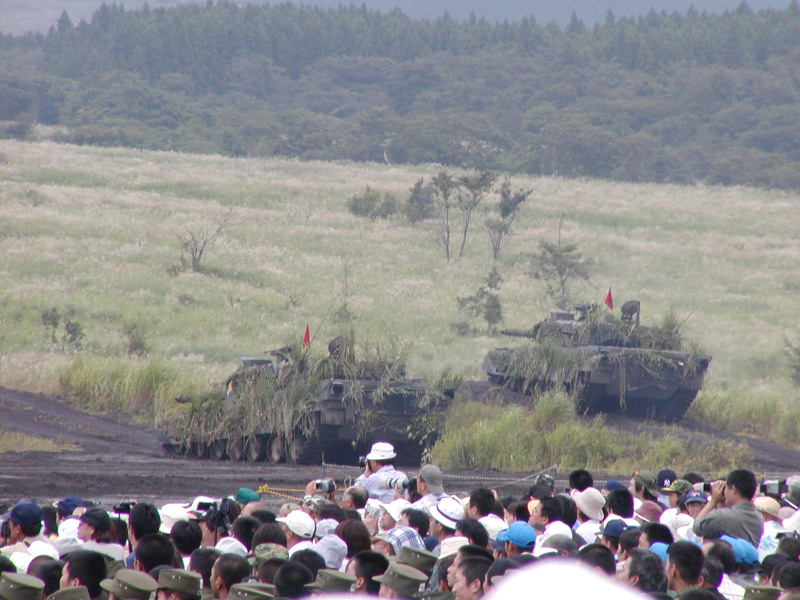
稜線射撃を行うため車体を前傾させた様子。

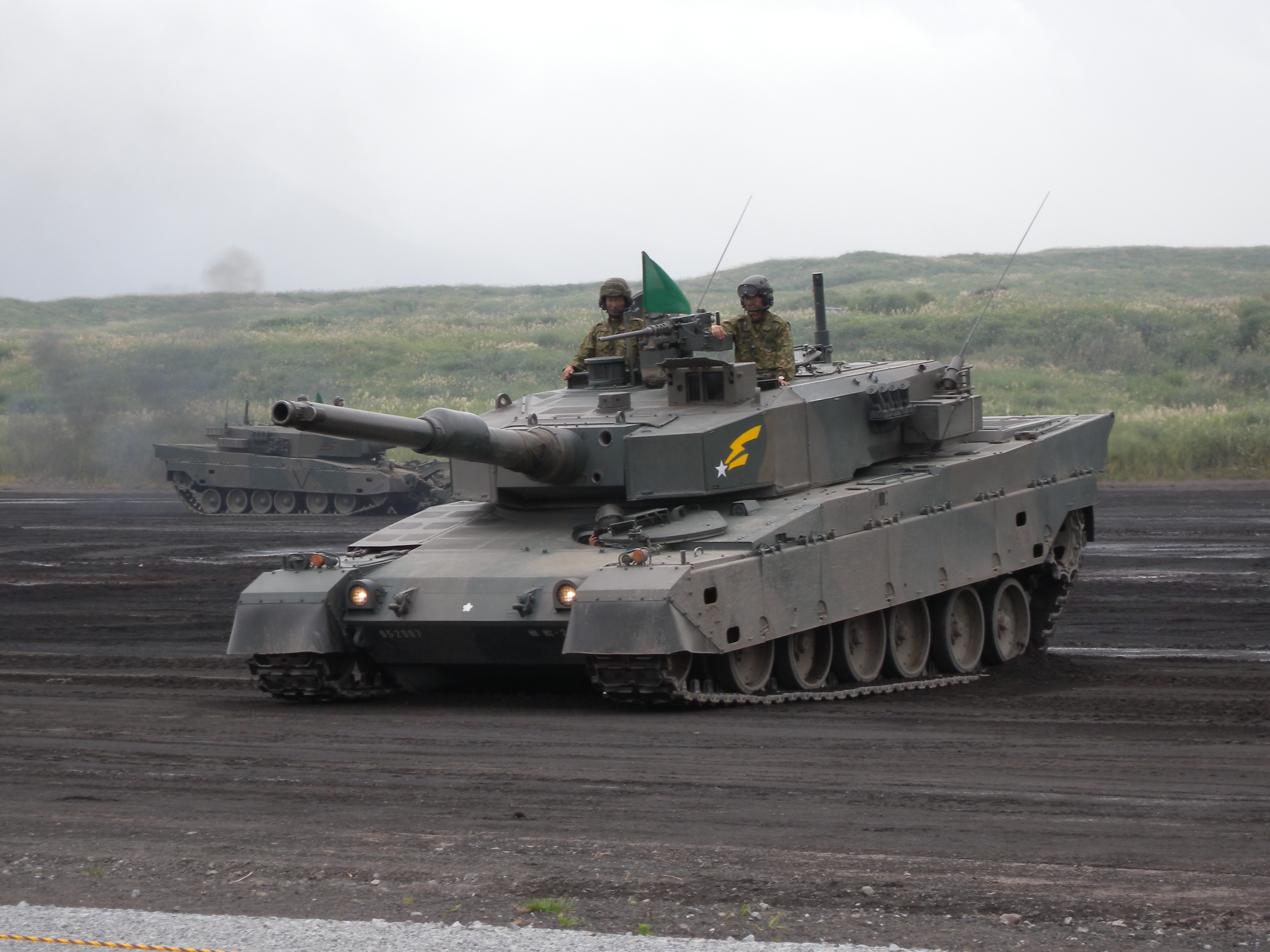
車体を前傾させた様子。

車体の砲塔左下側に操縦手が乗車する。操縦席には位置可変T字型操向ハンドル、電気式アクセルペダルや常用ブレーキ、アシストシリンダー付の駐車ブレーキなどの操縦装置、57個のボタンや計器類がある。
ペリスコープにはワイパーが備わる。車体底部に燃料タンク、後部に冷却ファンとそれを挟む形で潜水用逆流防止弁が付いた排気管がある。その上部に変速操行機オイルクーラーとラジエーターがある。操縦席の右側が予備弾薬庫となっている。また、先々代の61式戦車、先代の74式戦車と、伝統的に踏襲されてきたヘッドライトの位置（左右フェンダー先端の上方）が、本車からは車体正面装甲板の左右両側となった。
懸架装置は、前側の第1転輪と第2転輪、後側の第5転輪と第6転輪が油気圧式、中央の第3転輪と第4転輪はトーションバー式というハイブリッド式サスペンションとなっている。車体を前後に傾斜させる機能と、車高を昇降させる機能により、丘などの稜線を利用した射撃において効率的に車体を隠すのに役立つ。74式のように左右に傾斜させることはできない。
ストレートドーザを装着した車両も存在し、待ち伏せなどでの陣地構築の際に用いられる。また、専用の装備を持つ一部の車両は車体前面に92式地雷原処理ローラが装着できる。
制式化当初からレオパルト2との形状の類似が指摘されており、防衛庁（当時）の担当官が「このような（レオパルト2のような）のが欲しい」と発言したという逸話がワールドタンクミュージアムの解説書に掲載されていた。実際には、90式戦車の複合装甲はレオパルト2の分割配置複合装甲とは異なり、ルクレールと同様に複合装甲の着脱が容易な内装式モジュール装甲だと考えられている。また、形状以外では、90式では前面投影面積や砲塔容積の削減で、主要国の主力戦車と比較してコンパクトに設計されており、新素材の採用などにより防御力を犠牲にせずとも軽量化が実現されている。

### 動力・機動性
エンジンには三菱10ZG32WT水冷2ストロークV型10気筒ターボチャージド・ディーゼルエンジン、変速機には三菱MT1500オートマチックトランスミッション（前進4段 後進2段）が採用されている。これらはパワーパック化され、土浦駐屯地での公開実演では20分以内での交換が実施されている。
1972年に技術研究本部で10ZG32WTの原型となる単筒型の実機の試作が行われ、1977年-1978年にかけて10ZG32WTの8気筒型である8ZG（シリンダー内径135mm行径150mm）の試作が行われた。1978年-1979年にかけて所内試験が行われ、最大出力1,196ps/2,600rpm を達成した。これらの研究成果を元に1982年に1,500psを達成した10ZG32WTが完成した。
10ZG32WTは1,500ps級ディーゼルエンジンとしては排気量21,500ccと小型で、また、耐久性に関しても15分間における定格最大出力1,500psを達成しており、諸外国のディーゼルエンジンとの比較においても10ZG32WTは過酷な高出力下での高い耐久性を達成している。
90式戦車の加速性能0-200mまで20秒という数値であるが、諸外国の第3世代戦車と同一条件で比較した場合、レオパルト2A4が推定23.5秒、M1エイブラムスの試作車XM1が推定29秒であることから、90式の加速性能は諸外国の第3世代戦車と比較して大幅に優れていると言える。
制動能力も高く、全制動時では時速50キロの速度から2メートル以内で停止可能である。配備当初は不用意に制動を行った際に上半身を車外に出していた車長が胸部を打撲したこともあり「殺人ブレーキ」などと呼ばれていた。

### 燃料消費性能

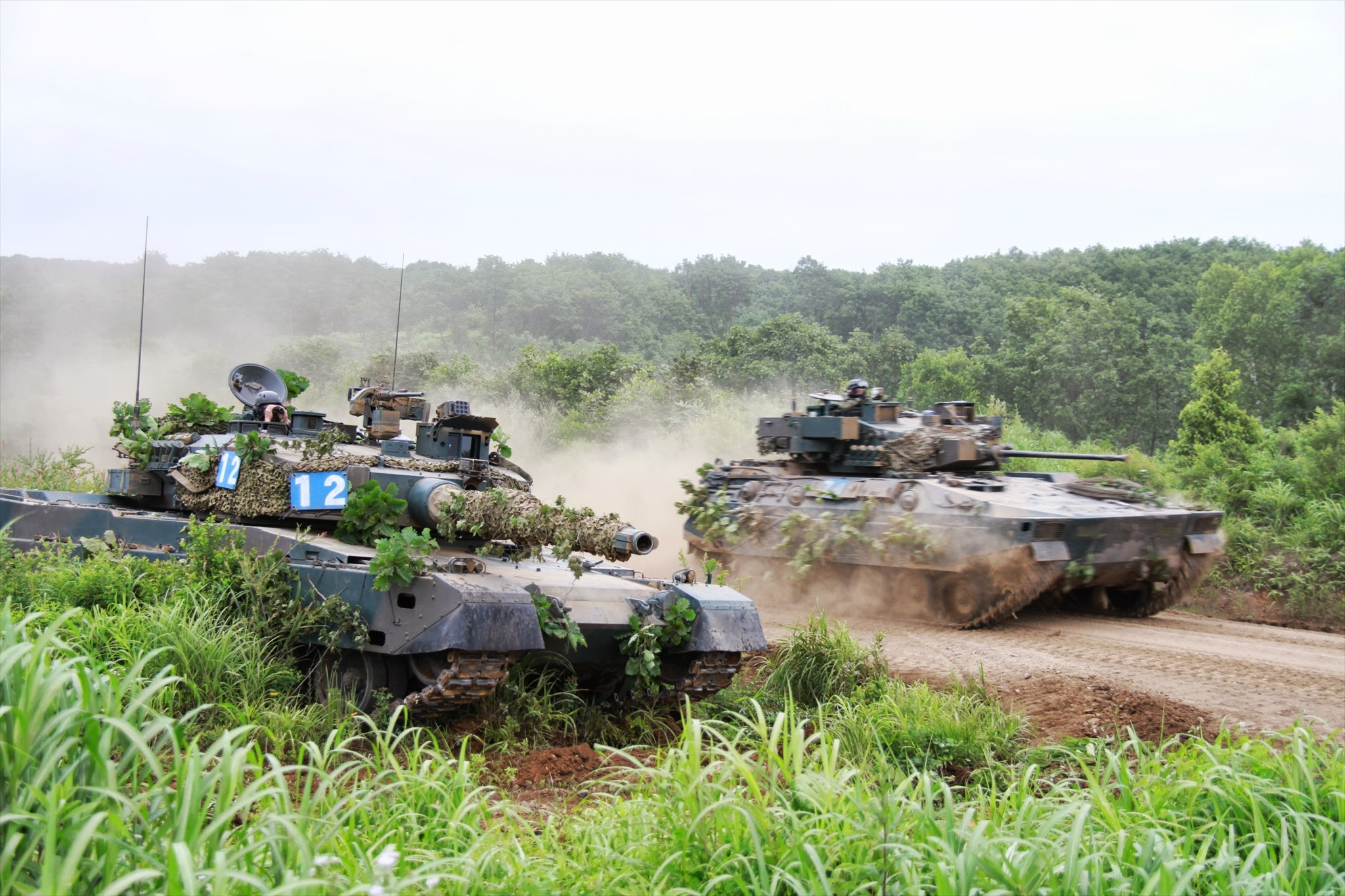
普通科部隊の前進を援護する90式戦車。

10ZGの燃費性能は定格燃料消費率234g/kWh（約172.1g/PSh）、最低燃料消費率226g/kWh（約166.2g/PSh）と技術研究本部の元研究官による雑誌記事において公表されている。
同雑誌記事では、10ZGの燃費性能を他の新型1,500馬力級ディーゼルエンジンと同一条件下にて比較した場合、1990年代初期に技術研究本部が研究試作したターボコンパウンド搭載の4ストローク多気筒ディーゼルエンジン（定格燃料消費率200g/kWh、最低燃料消費率198g/kWh）や、1990年代前半に登場したドイツのMTU社製のMTU MT883 ka-500 4ストロークディーゼルエンジン（定格燃料消費率209g/kWh、最低燃料消費率198g/kWh）などより10ZGの燃費性能（前述の数値）はやや劣るとしている。
なおMTU社の公開資料によると、レオパルト2に搭載されているMTU社製エンジンの一つであるMB873の燃料消費率は約250g/kWh（1,500PS/2,600rpm時）、MT883の燃料消費率は220g/kWh（1,500PS/2,700rpm時。なお、燃料消費率の数値は±5%の誤差があるとしている）となっている。
よって10ZGの燃料消費率はMB873に対してやや優れ、MT883にはやや劣ると考えられる。
8気筒型である8ZGの燃費性能は、全負荷最低燃料消費率191g/PSh（約259.7g/kWh）と公表されている。
90式戦車は諸外国の第3世代戦車と比較して航続距離が低いとされることから10ZGエンジンの燃料消費性能が悪いという指摘があるが、同一条件下におけるエンジン単体の燃料消費量は前述の数値の差程度である。
また、戦車の種類によって車体重量、燃料搭載量などの条件が異なることに加えてメーカー、国、軍事機関などにより燃料消費率の測定基準が異なると考えられる以上、一概に航続距離の数値をもってエンジンの燃料消費性能を論ずるのは適切ではない。

### C4I
平成13年度時点で開発から10年以上が経過した90式戦車は、諸外国の技術水準から取り残されつつあり、早急に国際的な技術進歩の趨勢に対応していくことが必要不可欠である、と指摘されており、諸外国戦車との比較では90式が装備していないC4I機能がM1A2、レオパルト2、ルクレールには装備されていることが示されていた。
これを是正する措置として、現在、第2戦車連隊の配備車両には戦車連隊指揮統制システム（T-ReCs）端末の搭載が開始されている。このT-ReCs搭載型は2010年8月23日-9月22日まで北部方面隊で行われた総合戦闘力演習「玄武2010」に、C4ISR部隊として参加している。ただしその後、野外通信システム・広帯域多目的無線機が配備されると、T-ReCsは使われなくなっていった。
ただし、90式の内部スペースや給電能力の制約により、これ以上に高度なC4I機能の付加は困難であるとされている。このことから、より充実したC4I機能などが付与された後継の新主力戦車として10式戦車が開発された。

### 主力戦車としての評価

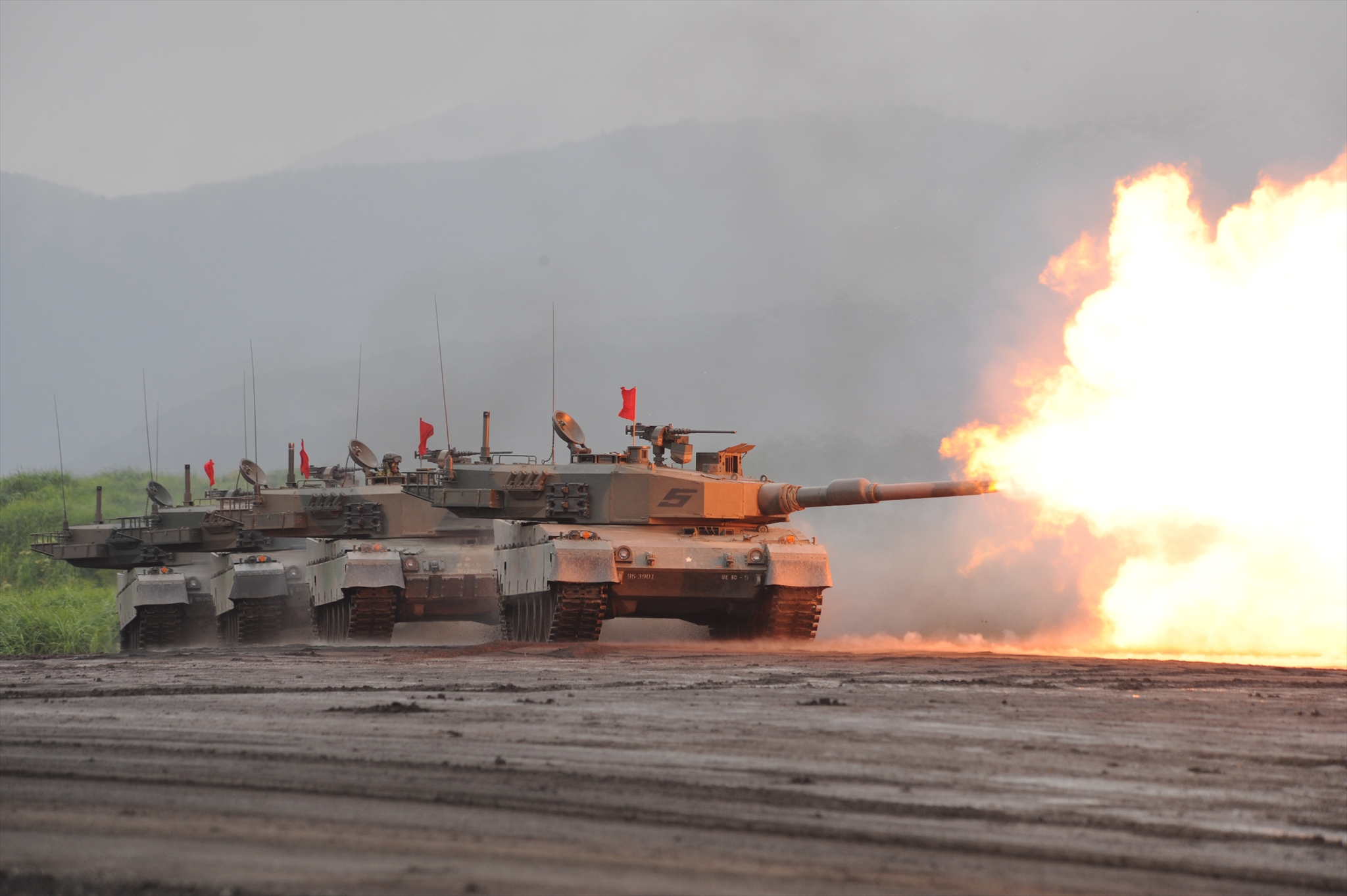
行進間射撃を行う90式戦車。

実戦での運用例は無く、秘匿情報も多いが、公開される性能から第3世代型戦車としてはM1A2エイブラムス（アメリカ）やレオパルト2A6（ドイツ）などと並ぶ世界最高水準の戦車の一つとされ、2004年度のForecast International社による世界主力戦車ランキングではM1A2 SEP、メルカバMk 4に続いて第3位に評されている。
また、アメリカ陸軍雑誌『アーマー』ではアメリカ政府関係者の発言として90式戦車の高度な機能として移動目標照準時の自動追尾機能を挙げ、その他に敵目標の脅威度を認識・判定する機能の存在を推測する記述がある。

## 現有戦車との比較
|          | 10式                                      | 90式                                      | 74式                                      | 61式                                               |
| -------- | ----------------------------------------- | ----------------------------------------- | ----------------------------------------- | -------------------------------------------------- |
| 画像     |                                           |                                           |                                           |                                                    |
| 世代     | 第3.5世代                                 | 第3世代                                   | 第2.5世代                                 | 第1世代                                            |
| 全長     | 9.42 m                                    | 9.80 m                                    | 9.41 m                                    | 8.19 m                                             |
| 全幅     | 3.24 m                                    | 3.40 m                                    | 3.18 m                                    | 2.95 m                                             |
| 全高     | 2.30 m                                    | 2.30 m                                    | 2.25 m                                    | 2.49 m                                             |
| 重量     | 約44 t                                    | 約50 t                                    | 約38 t                                    | 約35 t                                             |
| 主砲     | 44口径120mm滑腔砲                         | 44口径120mm滑腔砲                         | 51口径105mmライフル砲                     | 52口径90mmライフル砲                               |
| 副武装   | 12.7mm重機関銃M2×1 74式車載7.62mm機関銃×1 | 12.7mm重機関銃M2×1 74式車載7.62mm機関銃×1 | 12.7mm重機関銃M2×1 74式車載7.62mm機関銃×1 | 12.7mm重機関銃M2×1 7.62mm機関銃M1919A4             |
| 装甲     | 複合装甲（正面要部）                      | 複合装甲（正面要部）                      | 鋳造鋼（砲塔） 圧延防弾鋼（車体）         | 鋳造鋼（砲塔） 圧延防弾鋼（車体）                  |
| エンジン | 水冷4サイクル V型8気筒ディーゼル          | 水冷2サイクル V型10気筒ディーゼル         | 空冷2サイクル V型10気筒ディーゼル         | 空冷4サイクル V型12気筒ディーゼル                  |
| 最大出力 | 1,200 ps/2,300 rpm                        | 1,500 ps/2,400 rpm                        | 720 ps/2,200 rpm                          | 570 ps/2,100 rpm                                   |
| 最高速度 | 70 km/h                                   | 70 km/h                                   | 53 km/h                                   | 45 km/h                                            |
| 懸架方式 | 油気圧式                                  | トーションバー・油気圧 ハイブリッド式     | 油気圧式                                  | トーションバー式                                   |
| 乗員数   | 3名                                       | 3名                                       | 4名                                       | 4名                                                |
| 装填方式 | 自動                                      | 自動                                      | 手動                                      | 手動                                               |
| C4I      | 〇                                        | △                                         | ×                                         | ×                                                  |
| コスト   | 約9.5億円 （2010年）                      | 約11億円（1990年） 約8億円（2009年）      | 約4.0億円 （1989年）                      | 約1億円 （2022年の物価に 換算すると約4.3億円相当） |
| 生産数   | 126輌以上（増備中）                       | 341輌（生産終了）                         | 873輌（退役）                             | 560輌（退役）                                      |

## 配備
北海道以外では、富士教導団などの教育部隊を除きほとんど配備されていない。これは戦車トランスポーターの少なさから来る平時の運用に加え、調達数が減少した中で一括運用を行うためである。
開発当時の運用構想では、北海道に着上陸侵攻するソ連軍の機甲師団を北海道の原野で迎え撃つことを想定しており、北海道の北部方面隊に優先的に配備された。この方針はソビエト連邦の崩壊後も変わらず、中期防衛力整備計画（平成17年度-21年度）以降では北部方面隊の74式戦車を更新して北海道の戦車部隊を90式戦車に統一する方針だったが、平成25年度に第2戦車連隊へ10式戦車が配備され、変更された模様である。また、例外的に、第7師団隷下の第7偵察隊にも配備され、主に威力戦闘偵察に使用される。
中期防衛力整備計画 (平成26年度-平成31年度)以降、戦車定数の削減に伴う部隊廃止、10式戦車の配備・本州からの配置換え等により用途廃止が始まった。一方で、2025年度概算要求では、74式戦車、MLRSとともに90式戦車を予備装備（モスボール）として保管する予算が計上された。
2024年3月現在の配備部隊等は次のとおり。
陸上自衛隊富士学校
- 機甲科部

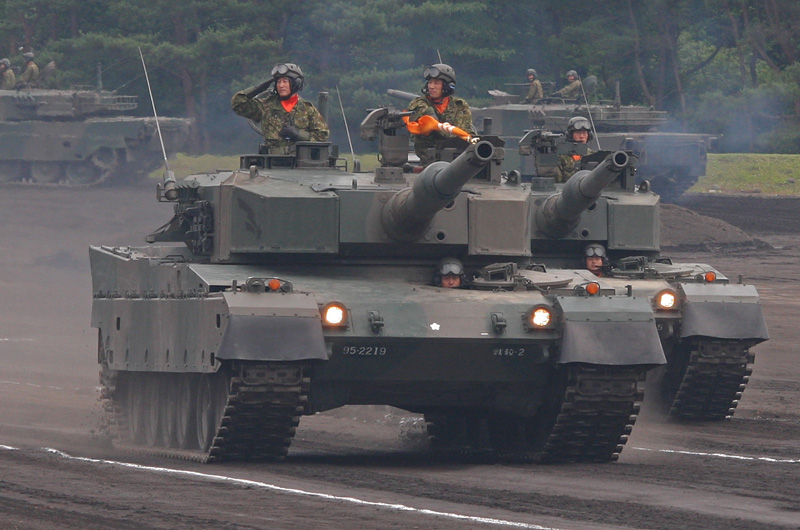
戦車教導隊(現:機甲教導連隊)所属車輌。

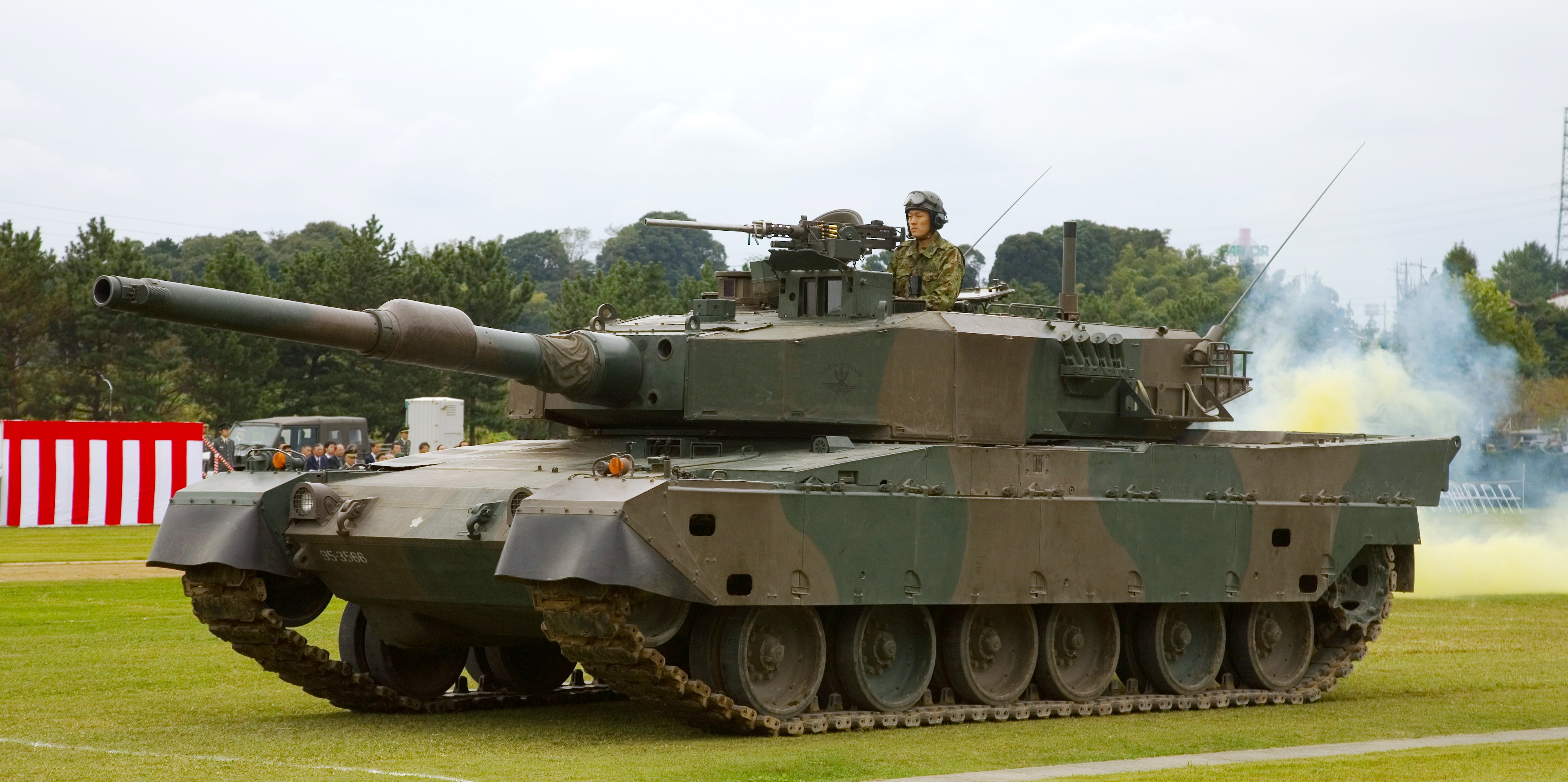
土浦駐屯地武器学校での90式戦車。

- 機甲教導連隊（第2・3戦車中隊） - 幹部教育支援および戦術研究用
- 部隊訓練評価隊（戦車中隊） - 専用塗装の90式戦車を保有。

陸上自衛隊武器学校 - 整備教育用
北部方面隊
- 第2師団
  - 第2戦車連隊（第1・2・3戦車中隊）
- 第7師団
  - 第72戦車連隊
  - 第73戦車連隊
  - 第7偵察隊
- 第5旅団
  - 第5戦車隊:2023年3月縮小改編
- 第11旅団
  - 第11戦車隊：2019年3月縮小改編

### 過去の配備部隊
北部方面隊
- 第1戦車群 - 2014年3月26日に部隊廃止。（北海道、北恵庭駐屯地）
- 第7師団
  - 第71戦車連隊 - 2023年3月の第5戦車中隊廃止により10式に統一完了。（北海道、北千歳駐屯地）

東部方面隊
- 東部方面混成団
  - 第1機甲教育隊 - 2019年3月25日に部隊廃止。（静岡県、駒門駐屯地）

## 価格と調達

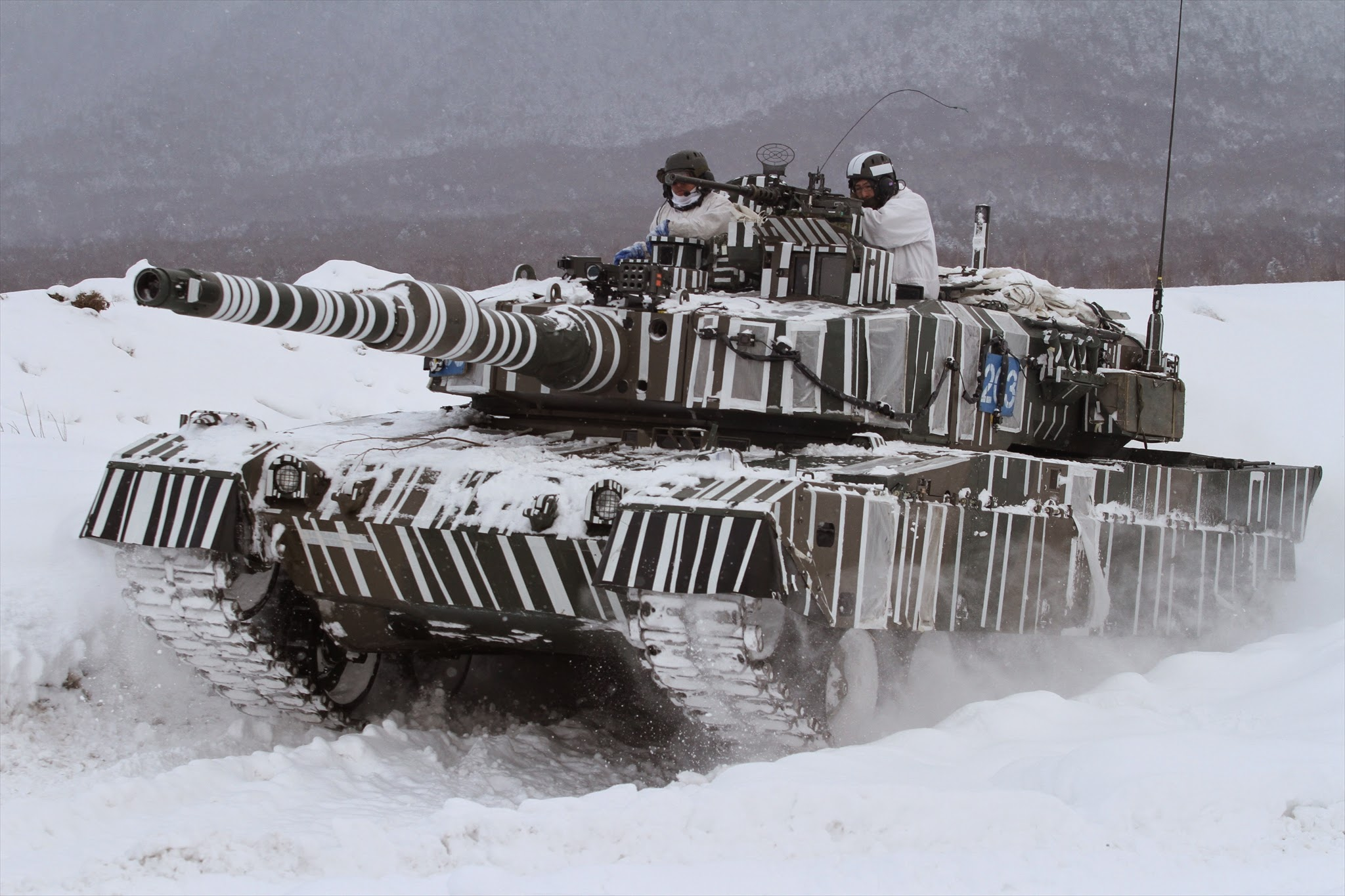
冬季迷彩が施された90式

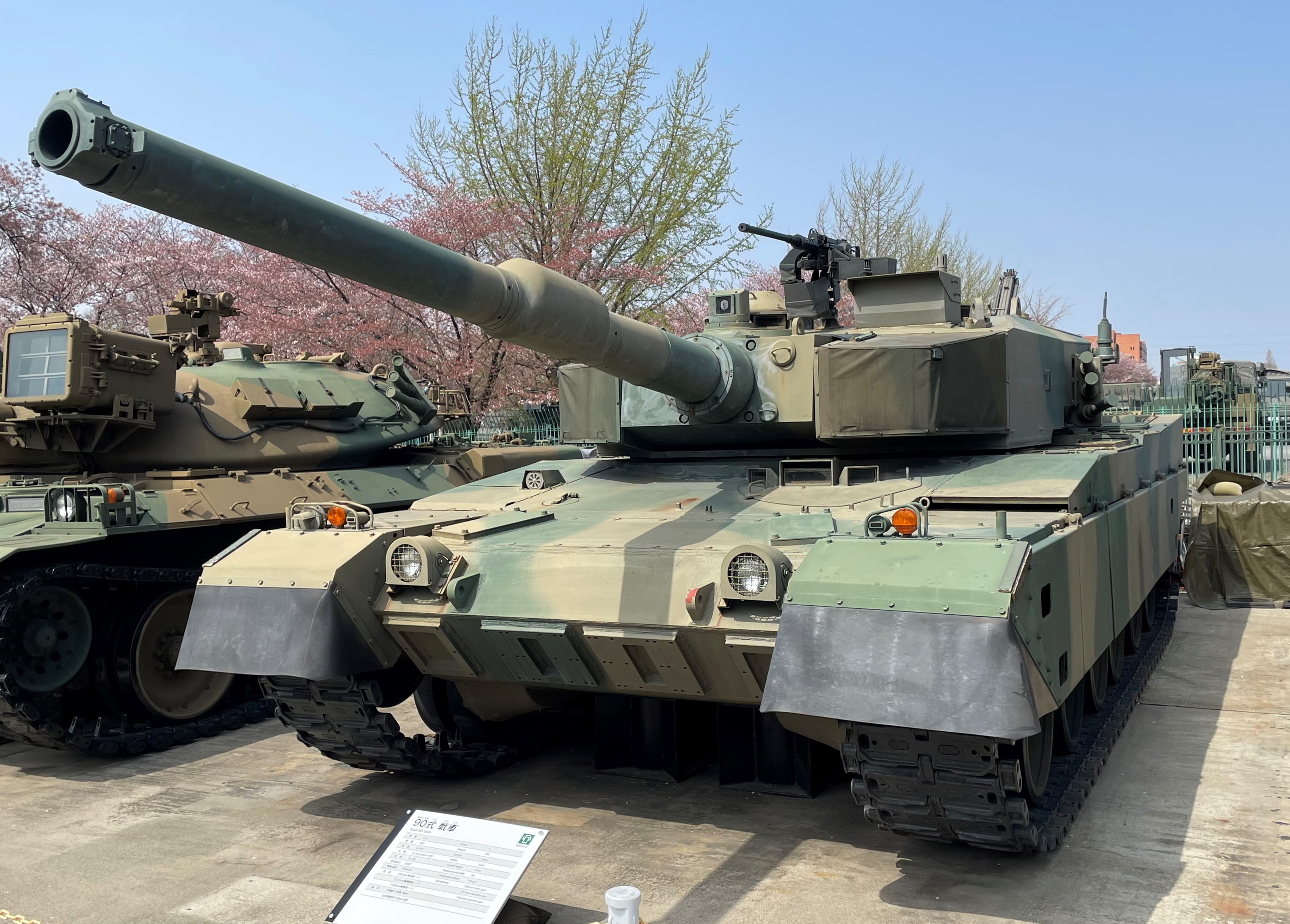
陸上自衛隊広報センターにて2020年春より屋外展示となった試作車

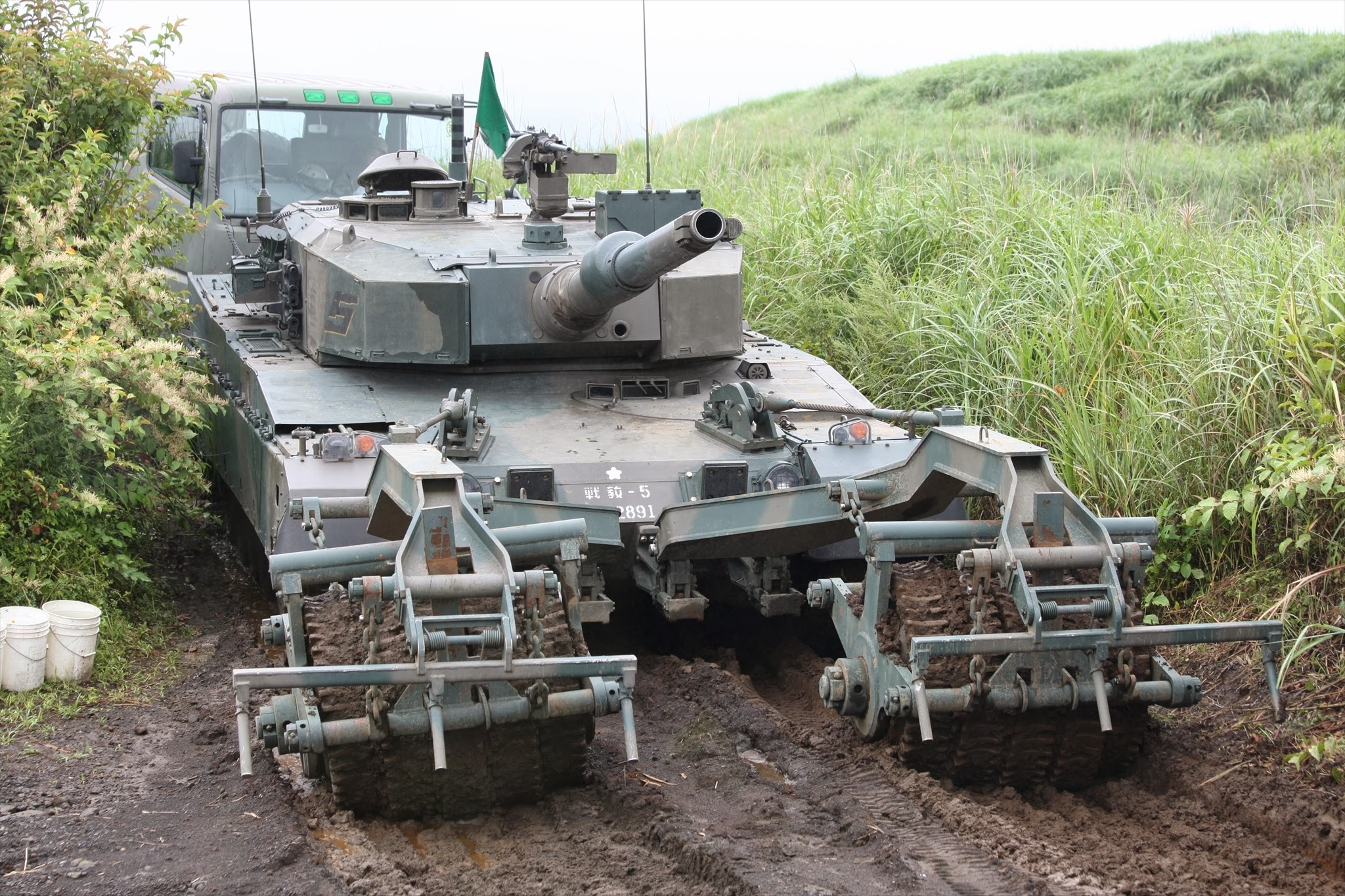
92式地雷原処理ローラを装備した車輌

1990年（平成2年）度-2009年（平成21年）度までの19年間で341輌が調達された。年平均の調達台数は約18輌。調達価格は整備用工具や予備消耗部品が含まれた総合価格となっている。バブル景気の真っ只中に採用が決定され、量産効果による価格低下も見込まれて1輌約11億円という価格でも迅速に配備が可能という見通しだったが、制式化直前のバブル崩壊と翌年のソビエト連邦の崩壊に伴う防衛費の減少・削減、こんごう型護衛艦（イージス艦）など他の正面装備の拡充や戦車保有数の削減などと時期が重なったこともあって、予想通りの調達ペースは得られなかった。
調達当初の3年間は1輌約11億円前後であり、少数生産にとどまる以上は、開発費や設備投資の消化も考えると1輌当たりの価格が高騰する事情があるが、4年目以降は1輌約9.4億円となり、継続的な調達による量産効果で2001年（平成13年）度以降は1輌約8億円（最低は約7億9,000万円）まで単価が減少した。
90式戦車は他国の第3世代戦車に比べて高価であり、外国産戦車を輸入すべきだったと批判されることがあるが、他国戦車を輸入した際の価格に関しては軍事情報雑誌Jane's発行のレポートによれば、アメリカのM1A2エイブラムス及びドイツのレオパルト2A6は輸出実績でいずれも1輌あたり10億円を超えており、フランスのルクレールは自国型でもそれに並ぶ価格となっている。
90式の調達は2009年（平成21年）度で終了し、2010年（平成22年）度からは10式戦車の調達が行われている。
| 予算計上年度         | 調達数 |
| -------------------- | ------ |
| 平成2年度（1990年）  | 30輌   |
| 平成3年度（1991年）  | 26輌   |
| 平成4年度（1992年）  | 20輌   |
| 平成5年度（1993年）  | 20輌   |
| 平成6年度（1994年）  | 20輌   |
| 平成7年度（1995年）  | 20輌   |
| 平成8年度（1996年）  | 18輌   |
| 平成9年度（1997年）  | 18輌   |
| 平成10年度（1998年） | 17輌   |
| 平成11年度（1999年） | 17輌   |
| 平成12年度（2000年） | 18輌   |
| 平成13年度（2001年） | 18輌   |
| 平成14年度（2002年） | 18輌   |
| 平成15年度（2003年） | 17輌   |
| 平成16年度（2004年） | 15輌   |
| 平成17年度（2005年） | 12輌   |
| 平成18年度（2006年） | 11輌   |
| 平成19年度（2007年） | 9輌    |
| 平成20年度（2008年） | 9輌    |
| 平成21年度（2009年） | 8輌    |
| 合計                 | 341輌  |

ロシアのウクライナ侵攻では、旧式兵器でも一定の役割を果たしているとの分析の元、2025年度より、74式戦車、多連装ロケットシステムとともに、90式戦車も少数を保管する計画がある。

## 戦略機動性
90式戦車は北海道の地形や道路条件を想定して開発されたものであり、他地域でのより柔軟な運用を行うには更なる小型軽量化が望ましいとされた。このため、後継の10式戦車は40トン級の戦車として開発されている。

### 道路を使った移動と輸送
90式戦車の重量は74式戦車を約12トン上回るため、北海道以外では通行可能な場所が限られ運用上の困難が多いとして、戦車不要論の補強や自衛隊批判の引き合いに出されることがある。実際には全国の主要国道の橋梁17,920ヶ所のうち65%は90式の通行が可能であり、より軽量化された約44トンの10式戦車ではこれが84%に向上したとされるのに対して、約62-65トンの海外主力戦車が通行可能な橋梁は約40%と想定されている。
各国の主力戦車と90式戦車の重量を比較してみた場合、
| 90式戦車                       | 50.2トン |
| ルクレール                     | 56.5トン |
| M1A2エイブラムス               | 62.1トン |
| チャレンジャー2                | 62.5トン |
| レオパルト2A5 スウェーデン仕様 | 62.5トン |

であり、90式の50トンという重量は60トン以上ある旧西側の先進各国の第3世代戦車などと比較すれば10トン以上軽量となる。大型車両の走行を前提としていない小型の橋は除いて、主要道路などのダンプやトラックが通行できる橋はすべて通行可能になっている。
自走による移動

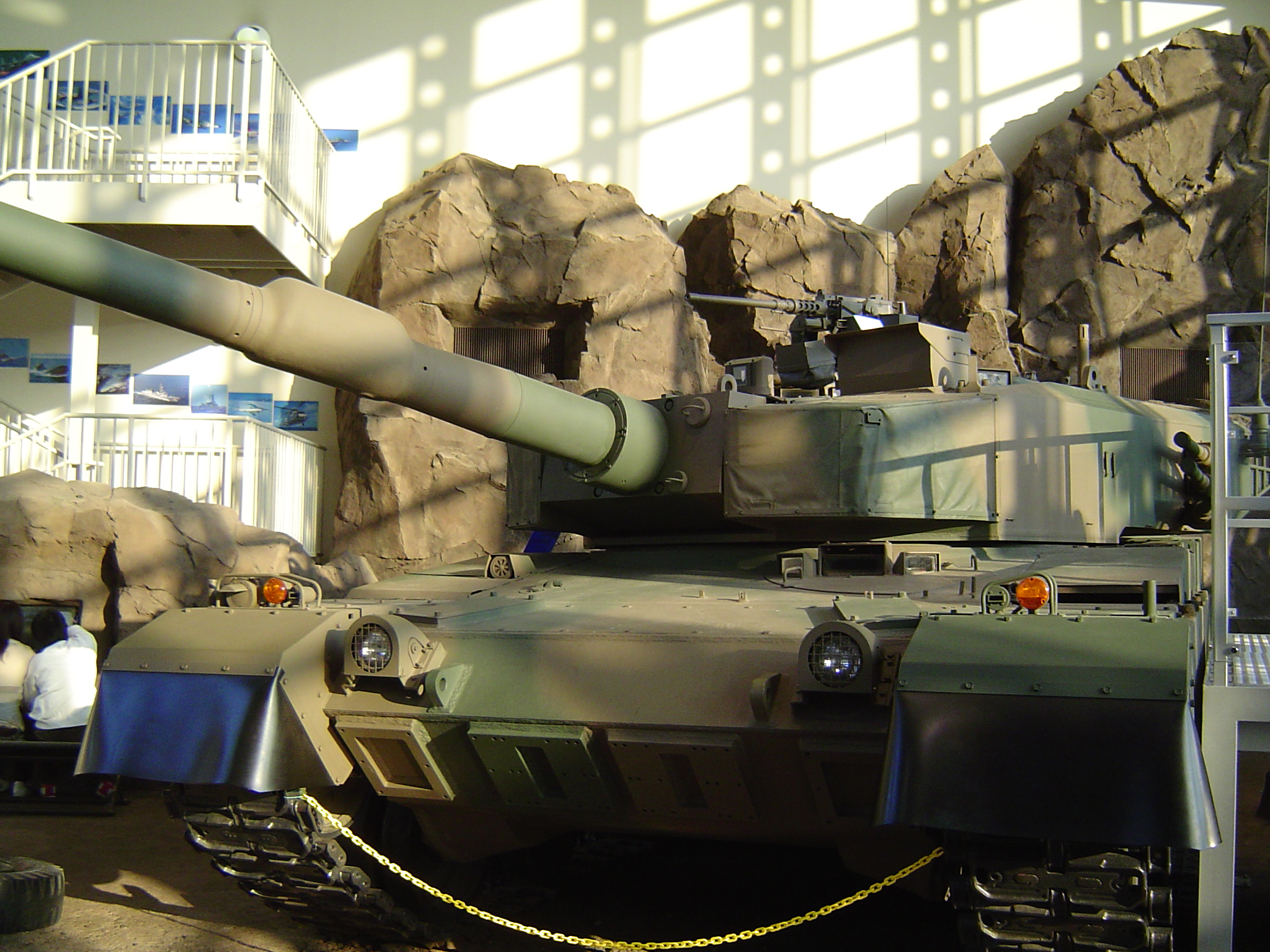
試作車の車体前部の方向指示器及び前照灯。

実際に北海道では、90式が駐屯地と演習場の間の公道を自走で移動することがある。また、第5旅団の旅団創立記念行事への参加・撤収の際に鹿追駐屯地から帯広駐屯地までの約45kmの一般公道を自走で移動することもある。
90式が舗装路上を走行する際は、路面を傷つけないよう履帯（履板）に路面保護用のゴムパッドを装着して走行する。これは平時に無用に道路を傷めないための配慮であり、有事の際にはゴムパッド無しの履帯でそのまま走行する場合もある。欧米では実際の市街地で行われる訓練や式典などでも戦車が一般公道を自走する。
駐屯地から演習場までを繋ぐ道路が通常の履帯に対応したコンクリート舗装で補強されている場合や、スリップの恐れがある冬期の積雪時には、ゴム履帯を装着せずに道路を自走する例もある。
90式は方向指示器（ウインカー）を装備しているが、これは平時の公道走行用でレオパルト2、ルクレール、チャレンジャー2などといった欧州の主力戦車も方向指示器や前照灯を備える。これは戦車以外の装甲戦闘車両においても同様。また、一般公道を自走で移動する際はサイドミラーを取り付けるが、欧米の車両も同様に取り付けて走行する。
トランスポーターによる輸送
トランスポーターで運搬される場合は、積載量と安全面の問題から砲塔と車体を分離して夜間に運搬される。最大積載量が50トンの特大型運搬車では砲塔と車体を一体化させた状態で運搬することが可能だが、最大積載量が40トンの73式特大型セミトレーラの場合は砲塔と車体を分離して運搬する必要がある。複雑な電子装備や油圧系統を持ちながら、車体と砲塔は比較的容易に分離できる。

### 航空機による輸送
重量50トン以上の戦車を空輸するにはC-5 ギャラクシー（米）やC-17 グローブマスターIII（米）、An-124 ルスラーン（ウクライナのアントノフ製）といった最大級の輸送機が必要とされる。航空自衛隊はその種の大型輸送機は保有しておらず、また、航空自衛隊の輸送機であるC-2は大型の手術車や16式機動戦闘車を含む装輪装甲車の搭載は想定しているが、戦車の搭載を想定しているという情報はない。
2006年（平成18年）度から導入されたKC-767空中給油・輸送機のペイロード（積載量）はC-2より大きく、トラックなどを搭載できるが、戦車は搭載できない。

### 輸送艦による輸送

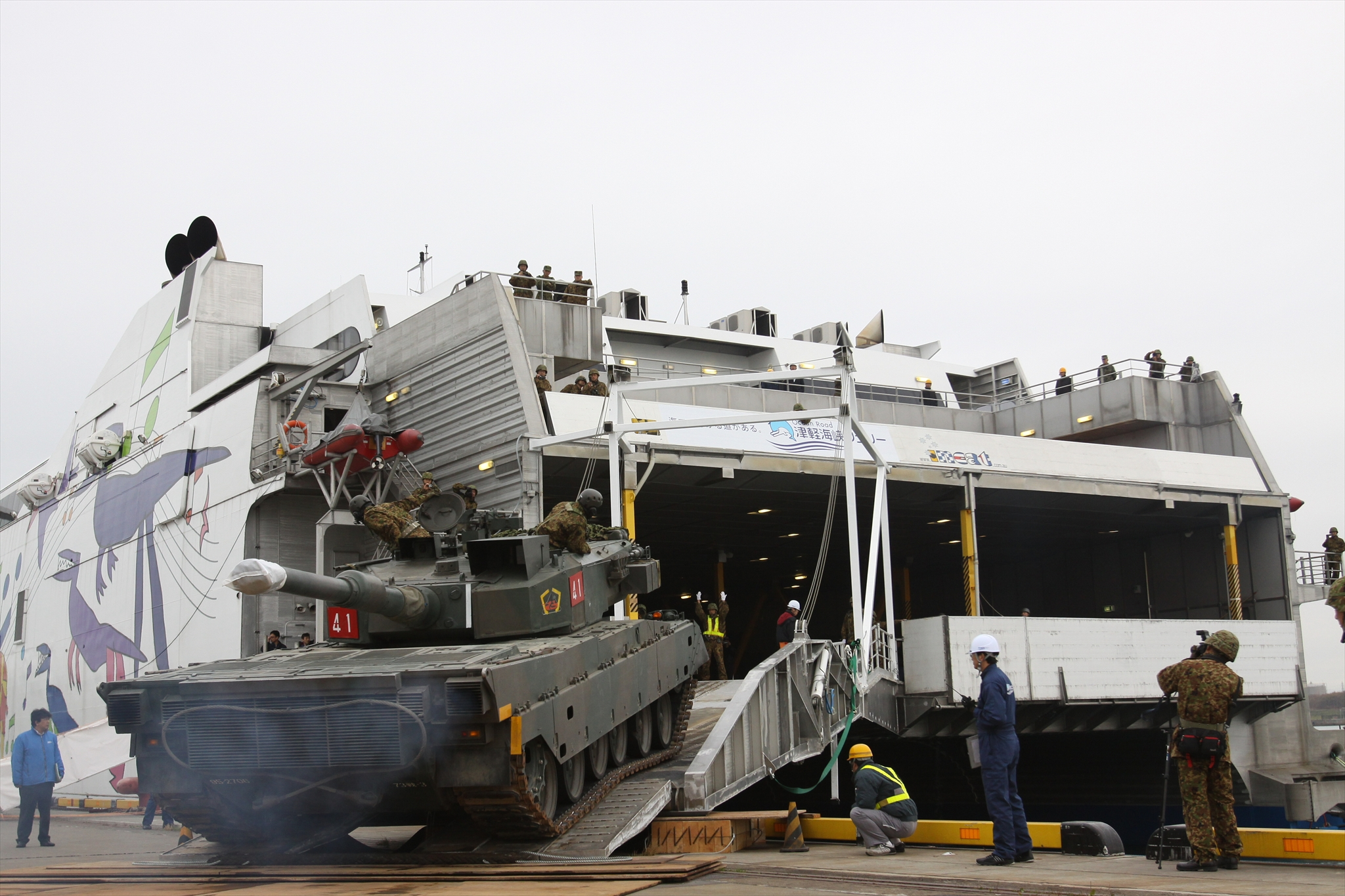
津軽海峡フェリー「ナッチャンWorld」への積み込みの様子。

海上自衛隊の保有するおおすみ型輸送艦では最大10数輌程度を輸送可能。
また、おおすみ型輸送艦に各2艇ずつ搭載されているエア・クッション型揚陸艇（LCAC）は、積載能力が70トンあるため、90式戦車を1輌ずつ運搬し、海岸に直接上陸させることが可能である。ただし、90式の大規模な部隊をまとめて輸送するのに必要なだけの輸送艦を、自衛隊は保有していない。
民間船舶による輸送の例としては2011年11月、民間船「ナッチャンWorld」によって、訓練のため北海道の苫小牧港から大分県の大分港まで90式戦車4両と89式装甲戦闘車10両などが輸送された例がある。

### 鉄道輸送
74式戦車以降、自衛隊では鉄道輸送を考慮した戦車を開発・採用していないことから、それを輸送するのに必要な車両や機材の開発や調達も行われていない。

## 事故
2010年8月20日、静岡県東富士演習場畑岡射場において、「富士総合火力演習」の訓練中に90式戦車の砲身先端約40cmが吹き飛ぶ砲身破裂事故が発生した。陸上自衛隊によれば、原因は砲身に土が詰まったまま発射するなど「人為ミス」を重ねたためとした。
2017年06月21日、北海道大演習場千歳・恵庭地区で、訓練中に横転し、乗っていた30代の男性隊員が戦車の下敷きになり死亡した。

## その他
チャイコフスキー作曲の1812年（序曲）は、大砲(cannon)を演奏で使うことで有名であるが、2017年の第11旅団創隊9周年・真駒内駐屯地開庁記念式典において、90式戦車6両（第11戦車大隊）による空砲を利用した演奏が実施された。

## 派生型
- 90式戦車回収車